# Lost in Space (Lighthouse Family)
Lost in Space è un singolo del duo musicale britannico Lighthouse Family, pubblicato nel 1998 ed estratto dal loro secondo album in studio Postcards from Heaven.
Il brano è stato scritto da Paul Tucker.

## Tracce
CD
1. Lost in Space (Main mix)
2. Lost in Space (Itaal Shur's Full mix)
3. Lost in Space (Tuff Jam's Classic Garage Main mix)
4. Lost in Space (Lost Man Vocal mix) (remix by A Man Called Adam)